# Hydropectis
Hydropectis Rydb. è un genere di piante della famiglia delle Asteracee, che comprende 3 sole specie, endemiche del Messico.

## Tassonomia
Il genere fa parte della sottotribù Pectidinae, raggruppamento che la classificazione tradizionale colloca all'interno della tribù Heliantheae e che la moderna classificazione filogenetica attribuisce alle Tageteae.

Il genere comprende le seguenti specie:
- Hydropectis aquatica (S.Watson) Rydb.
- Hydropectis estradii B.L.Turner
- Hydropectis stevensii McVaugh